# 타나톤 쯩룽르앙낏
타나톤 쯩룽르앙낏(태국어: ธนาธร จึงรุ่งเรืองกิจ, 1978년 11월 25일 ~ )은 태국의 정치인, 정치 운동가, 사업가이다. 2002년부터 '타이 서밋 그룹'의 부회장으로 재직하다가 2018년 정치에 입문하였으며, 태국의 진보 정당인 신미래당을 창립하여 당대표로 활동하였다. 2019년 11월 20일 태국 헌법재판소에 의해 의원직을 잃었다. 선거법 위반이 명목상의 이유지만, 사실상 정치적 탄압으로 보는 의견이 대다수이다. 이후 타나톤 쯩룽르앙낏의 의원직 상실으로 인해 여당의 지지율이 크게 하락하였고 대규모 반정부 집회가 열렸다. 2020년 2월 21일 신미래당이 해산된 이후에도 반정부 활동을 이어가는 중이다. 전진당의 당수 피타 림짜른랏는 타나톤과 탐마삿 대학동문이다.
2019년 타임이 선정한 '영향력 있는 100인' 중 한 사람으로 이름을 올렸다.

## 성장기와 가족
타나톤 쯩룽르앙낏은 1978년 11월 25일, 5형제 중 둘째로 방콕에서 태어났다. 아버지 팟타나 쯩룽르앙낏은 태국의 재벌기업 '타이 서밋 그룹'의 창립자이며, 2002년 아버지가 사망한 뒤에는 그의 어머니 솜뽄 쯩룽르앙낏이 경영을 이어가고 있다.